# Сангамон (округ)
Са́нгамон (англ. Sangamon County) — округ в штате Иллинойс, США. Официально образован в 1821 году. По состоянию на 2010 год, численность населения составляла 197 465 человек.

## География
По данным Бюро переписи США, общая площадь округа равняется 2 271,432 км2, из которых 2 248,122 км2 — суша, и 8,700 км2, или 1,000 % — это водоёмы.

## Население
По данным переписи населения 2000 года в округе проживает 188 951 житель в составе 78 722 домашних хозяйств и 49 909 семей. Плотность населения составляет 84,00 человека на км2. На территории округа насчитывается 85 459 жилых строений, при плотности застройки около 38,00-ми строений на км2. Расовый состав населения: белые — 87,42 %, афроамериканцы — 9,65 %, коренные американцы (индейцы) — 0,21 %, азиаты — 1,10 %, гавайцы — 0,03 %, представители других рас — 0,38 %, представители двух или более рас — 1,21 %. Испаноязычные составляли 1,06 % населения независимо от расы.
В составе 30,50 % из общего числа домашних хозяйств проживают дети в возрасте до 18 лет, 48,20 % домашних хозяйств представляют собой супружеские пары, проживающие вместе, 11,70 % домашних хозяйств представляют собой одиноких женщин без супруга, 36,60 % домашних хозяйств не имеют отношения к семьям, 31,00 % домашних хозяйств состоят из одного человека, 10,60 % домашних хозяйств состоят из престарелых (65 лет и старше), проживающих в одиночестве. Средний размер домашнего хозяйства составляет 2,36 человека, и средний размер семьи — 2,97 человека.
Возрастной состав округа: 25,00 % — моложе 18 лет, 8,10 % — от 18 до 24, 29,70 % — от 25 до 44, 23,70 % — от 45 до 64, и 23,70 % — от 65 и старше. Средний возраст жителя округа — 37 лет. На каждые 100 женщин приходится 91,40 мужчин. На каждые 100 женщин старше 18 лет приходится 87,30 мужчин.
Средний доход на домохозяйство в округе составлял 42 957 USD, на семью — 53 900 USD. Среднестатистический заработок мужчины был 37 696 USD против 28 814 USD для женщины. Доход на душу населения составлял 23 173 USD. Около 6,50 % семей и 9,30 % общего населения находились ниже черты бедности, в том числе — 12,70 % молодежи (тех, кому ещё не исполнилось 18 лет) и 7,30 % тех, кому было уже больше 65 лет.